# Burnsville (Mississippi)
Burnsville is een plaats (town) in de Amerikaanse staat Mississippi, en valt bestuurlijk gezien onder Tishomingo County.

## Demografie
Bij de volkstelling in 2000 werd het aantal inwoners vastgesteld op 1034.
In 2006 is het aantal inwoners door het United States Census Bureau geschat op 1036, een stijging van 2 (0,2%).

## Geografie
Volgens het United States Census Bureau beslaat de plaats een oppervlakte van
12,3 km², geheel bestaande uit land. Burnsville ligt op ongeveer 139 m boven zeeniveau.

## Plaatsen in de nabije omgeving
De onderstaande figuur toont nabijgelegen plaatsen in een straal van 24 km rond Burnsville.